# 惠阳、紫金行政委员会旧址
惠阳、紫金行政委员会旧址，位于中国广东省惠州市惠东县安墩镇大埔村，为惠东县的一个县级文物保护单位，类型为近现代重要史迹及代表性建筑，公布时间为1987年。
惠阳、紫金行政委员会旧址的历史年代为1949年。